# Kamener Kreuz
Kamener Kreuz is een knooppunt in de Duitse deelstaat Noordrijn-Westfalen
Op dit klaverturbineknooppunt ten zuidwesten van de stad Kamen kruist de A1 Heiligenhafen-Saarbrücken de A2 Kreuz Oberhausen-Dreieck Werder.

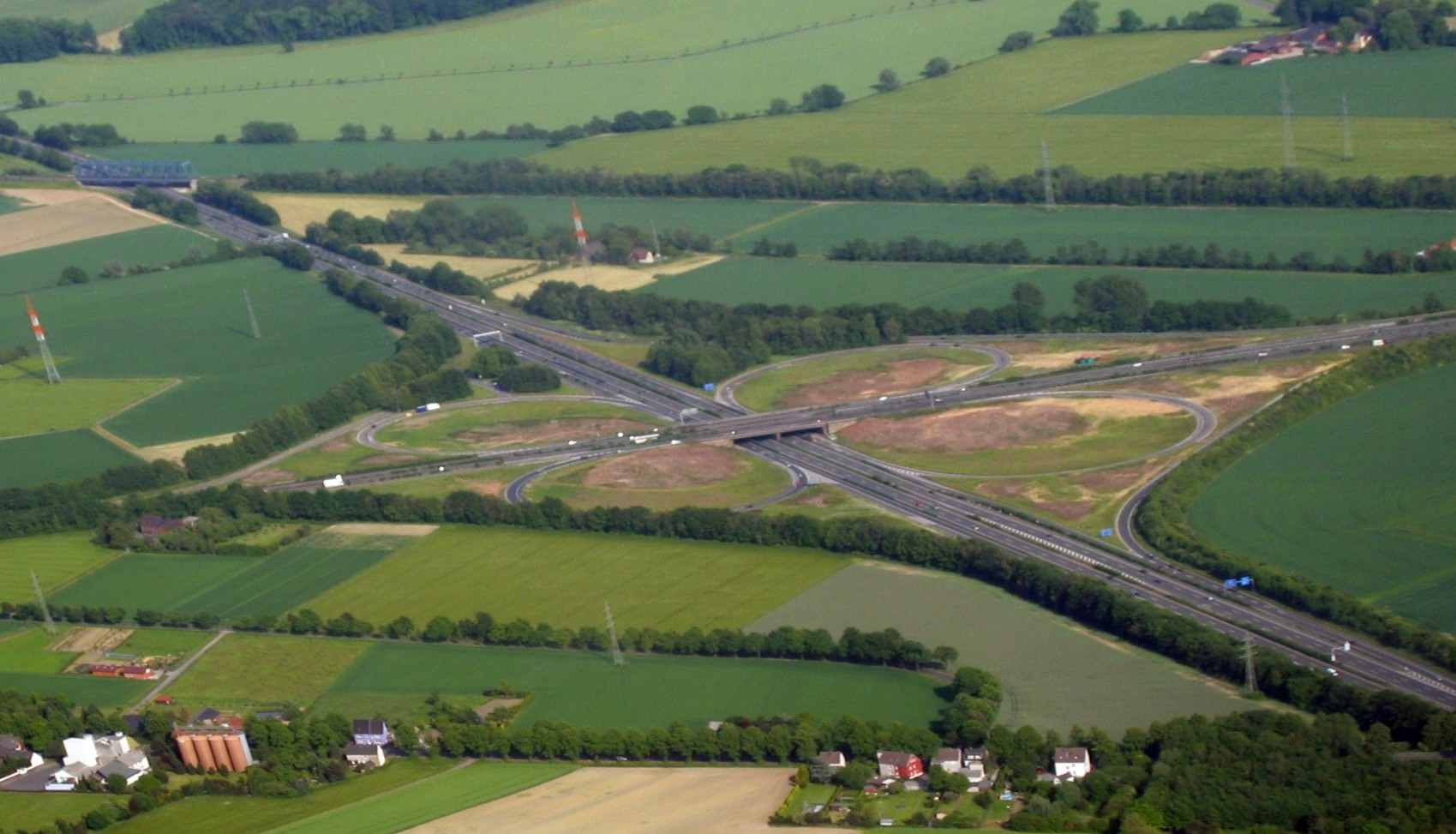
Luchtfoto van het Kamener Kreuz voor de ombouw

## Geografie
Het knooppunt ligt in het noordoosten van het Ruhrgebied, in de stad Kamen.
Nabijgelegen steden en dorpen zijn Hamm, Unna, Bönen en Bergkamen.
Het knooppunt ligt ongeveer 15 km ten zuidwesten van Hamm, ongeveer 20 km ten noordoosten van Dortmund en ongeveer 40 km ten zuiden van Münster.
Het knooppunt maakt deel uit van de Dortmunder Autobahnring.

## Geschiedenis
Na het Schkeuditzer Kreuz,  is het Kamener Kreuz het op een na oudste klaverbladknooppunt van Duitsland. Het werd in 1937 in gebruik genomen. Tevens begon de aanleg voor 5.7 km lange de aarden baan van de A1, het knooppunt werd samen met de A1 echter pas op 27 oktober 1956 opengesteld voor het verkeer.

### Reconstructie 2006–2009
Tijdens de reconstructie werd de brug in de A1 vervangen en beide snelwegen verbreed naar 2x3 rijstroken.
Eveneens werd tijdens de ombouw de klaverbladlus vanuit de richting Hannover naar Keulen vervangen door en turbineboog.
Daarmee verloor het knooppunt zijn volledige klaverbladvorm en is nu een klaverturbine geworden.

## Configuratie
Knooppunt
Dit knooppunt is een Klaverturbineknooppunt met rangeerbanen voor zowel de A1 als de zuidelijke rijbaan van de A2.
Rijstrook
Nabij het knooppunt hebben beid snelwegen 2x3 rijstroken.
De turbineboog heeft twee rijstroken. Alle andere verbindingswegen hebben één rijstrook.

## Verkeersintensiteiten
Dagelijks passeren ongeveer 150.000 voertuigen het knooppunt.
Het knooppunt vormt door zijn ligging een belangrijke schakel in het Duitse en Europese wegennet.
| Van                      | Naar                   | Gemiddeld aantel voertuigen per dag | Percentage vrachtverkeer |
| ------------------------ | ---------------------- | ----------------------------------- | ------------------------ |
| AS Hamm/Bergkamen (A 1)  | Kamener Kreuz          | 63.200                              | 17,1 %                   |
| Kamener Kreuz            | AS Kamen-Zentrum (A 1) | 87.100                              | 17,5 %                   |
| AS Kamen/Bergkamen (A 2) | Kamener Kreuz          | 51.600                              | 17,1 %                   |
| Kamener Kreuz            | AS Bönen (A 2)         | 66.100                              | 21,1 %                   |

## Richtingen knooppunt
| Aansluitende wegen             | Aansluitende wegen                    | Aansluitende wegen                                             | Aansluitende wegen | Aansluitende wegen |
| ------------------------------ | ------------------------------------- | -------------------------------------------------------------- | ------------------ | ------------------ |
|                                |                                       | richting Münster / Bremen                                      |                    |                    |
|                                |                                       |                                                                |                    |                    |
| richting Dortmund / Oberhausen | richting Bielefeld / Hannover Berlijn |                                                                |                    |                    |
|                                |                                       |                                                                |                    |                    |
|                                |                                       | richting Luchthaven Dortmund / Keulen Frankfurt a. M. / Kassel |                    |                    |

## Weblinks
- Kamener Kreuz ist wieder frei Abschluss des Umbaus 2009, Beitrag in der Westfalenpost vom 25. August 2009